# Strawberry Sex
《Strawberry Sex》，日本男歌手平井堅的第15張單曲。2002年5月22日發行。

## 概述
- 平井堅2002年的第二張單曲。
- 音樂錄影帶赴美國拉斯維加斯拍攝。

## 收錄曲目
1. Strawberry S

ex
1. - 作詞：平井堅、多田塚／作曲：中野雅仁／編曲：中野雅仁
  - HONDA「That's」電視廣告曲
2. ex-girlfriend
  - 作詞：平井堅／作曲、編曲：村山普一郎
3. Missin' you ～It will break my heart～ (remix ascended)
  - 作詞：平井堅／作曲：Babyface／Remix：三村奈奈惠
4. Strawberry Sex

```
(less vocal)
```

## 外部連結
- Sony Music的作品介紹
  - 通常盤[永久]